# ميشائيل توماس
ميشائيل توماس (بالإنجليزية: Michael Thomas)‏ (8 مارس 1988 بأولاث في الولايات المتحدة - ) هو لاعب كرة قدم أمريكي في مركز الوسط. لعب مع سبورتينغ كانساس سيتي ونادي تورونتو ونادي ليونغسكايل ونادي هالمستاد واوكلاهوما سيتي أنرجي وKansas City Brass ‏.

## روابط خارجية
- ميشائيل توماس على موقع الدوري الأمريكي (الإنجليزية)
- ميشائيل توماس على موقع قاعدة بيانات كرة القدم.إي يو (الإنجليزية)
- ميشائيل توماس على موقع عالم كرة القدم.نت (الإنجليزية)